# Spyder (ソフトウェア)
Spyder(以前はPydee)はオープンソースでクロスプラットフォームな統合開発環境であり、Pythonで科学用途のプログラミングをすることを意図して作られている。SpyderにはNumPy・SciPy・Matplotlib・IPythonなどが統合されている。
科学用途という点で他の統合開発環境と比べると、Spyderはオープンソースであること、クロスプラットフォームであること、コピーレフトではないライセンスなどの特徴を持っている。Spyderはプラグインを用いることで拡張することができ、Pyflakes・Pylint・ropeのような文法チェック・コードの品質チェック・リファクタリング用のプラグインを組み込むことができる。SpyderはWindowsではPython(x,y)やWinPythonとして提供されている。MacOSではMacPortsから入手でき、Ubuntu・Debian・Fedora・openSUSE・Gentoo・Arch LinuxのようなメジャーなLinuxディストリビューションにも統合されている
。
SpyderはQtフレームワークを直接またはPyQtやPySideを介して用いている。

## 特徴
- シンタックスハイライト・自動補完機能を持ったエディタ
- IPythonを含んだ多数のPythonコンソールのサポート
- 変数ビューによる変数の中身の確認と編集

Spyderのサイトでは、Spyderの特徴がスクリーンショットにより紹介されている。